# Pteris vieillardii
Pteris vieillardii är en kantbräkenväxtart som beskrevs av Georg Heinrich Mettenius. Pteris vieillardii ingår i släktet Pteris och familjen Pteridaceae. Inga underarter finns listade.